# Westerkwartier (Delft)
Westerkwartier is een buurt in de plaats Delft, in de Nederlandse provincie Zuid-Holland. De buurt ligt ten zuidwesten van het station Delft, tussen de Coenderstraat, Westlandseweg, Krakeelpolderweg en de Hugo de Grootstraat. De wijk heette vroeger Westerpolder. De buurt is onderdeel van de wijk Hof van Delft.
Langs de Buitenwatersloot was vanaf de late Middeleeuwen de eerste bebouwing buiten de stadsmuren van Delft ontstaan. Zo stond er de molen De Papegaey die in 1936 werd afgebroken. De voormalige molenwerf is nu een binnentuin (terrein Van Bakkeren). Ook stond hier de molen De Uyl. Later waren er bedrijven gevestigd zoals twee houtzagerijen, een destilleerderij en een gistfabriek en weer later een fabriek van drijfriemen.
Tussen de huidige Van Bleiswyckstraat en de Saenredamstraat heeft ooit de kasteelboerderij van Bartholomeus van der Made, een neef van Ada van Holland.
De toenemende industriële bedrijvigheid in Delft vanaf 1847, toen ten westen van de singelgracht de spoorlijn en station aangelegd werden, zorgde voor een toeloop van fabrieksarbeiders, die aanvankelijk nog in de binnenstad en langs de Buitenwatersloot konden worden gehuisvest. Na verloop van tijd was daar echter geen ruimte meer en moest uitgeweken worden naar een van de weinige gebieden buiten de singels die tot het grondgebied van het toenmalige Delft behoorde. Nadat in 1879 het stratenplan van gemeente-architect De Bruyn Kops was vastgesteld, konden er goedkope woningen voor de arbeiders worden gebouwd door twee projectontwikkelaars: de aannemers J.P. Henneveld en D. van den Bosch. De eerste bebouwde vooral het gebied rond de Graswinckelstraat, de tweede rond de Van den Boschstraat (latere Hovenierstraat). Langs de oostelijke rand, de Coenderstraat, werden wat duurdere woningen voor de middenstand opgetrokken. Eisen werden door de gemeente Delft aan de woningen niet gesteld, er was voor 1901 immers nog geen Woningwet.

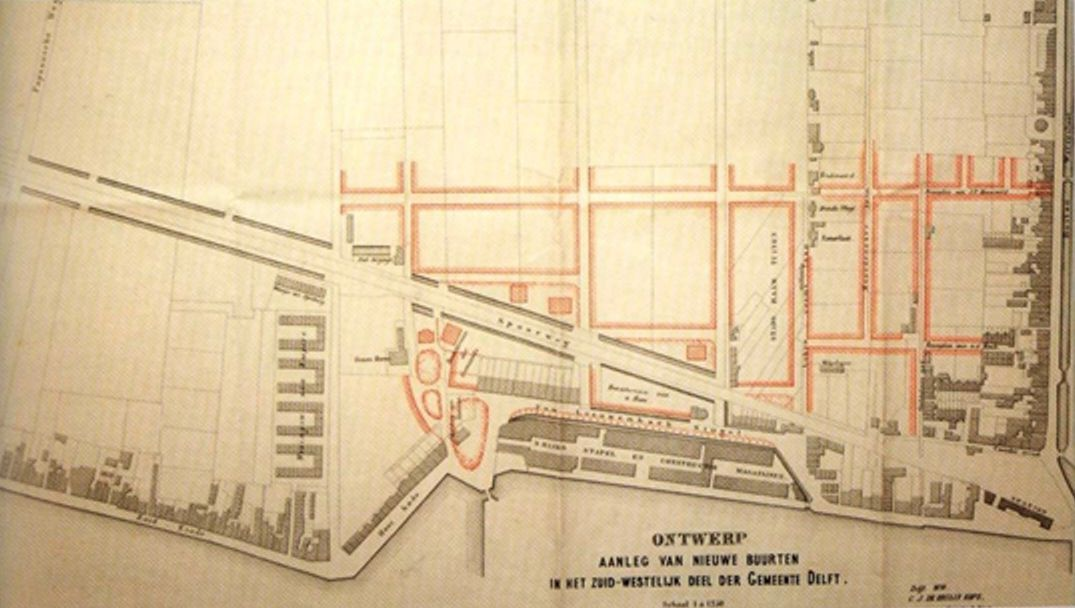
Ontwerp voor het Westerkwartier door C.J. de Bruyn Kops uit 1878.

Als een van de eerste straten werd in 1879 de Westerstraat aangelegd op de plaats van het Geldelozepad. Aan de Raamstraat werd de Raamstraatkerk gebouwd.
Eind jaren 70 was de wijk ernstig verpauperd. Daarbij was de buurt heel dicht op elkaar gebouwd, was er nauwelijks open ruimte en waren er onvoldoende voorzieningen voor groen, spelen en parkeren. Aanvankelijk wilde de gemeente de wijk slopen omdat de kwaliteit van de woningen te slecht was om te verbeteren. Het verzet vanuit de buurt, georganiseerd in een buurtcomité, en de opstelling van PvdA-wethouder Reijnen zijn hiervoor bepalend geweest. Uiteindelijk zijn slechts 124 woningen gesloopt. Een hofje aan de Westerstraat is gesloopt en de grond bij tuinen van de Hovenierstraat getrokken. Een blok woningen bij de Carthuyzerstraat heeft plaatsgemaakt voor een pleintje, een paar woningen op de hoek van de Tuinstraat en Westerstraat is vervangen door een speelplaats. Er zijn 51 woningen in gemeentebezit en ongeveer 60 woningen in particulier bezit verbeterd. Er is nieuwbouw gekomen aan de Ada van Hollandstraat, Auroraplein, Carthuyzerstraat, Hoornsestraat,  Plateelstraat, Pootstraat en Raamstraat. Na afloop van dit stadsvernieuwingsproject is begin jaren 80 het buurtcomité opgeheven.
In januari 2001 kondigde wethouder Rik Grashoff aan vergunningparkeren in te voeren in het Westerkwartier en de naastgelegen Olofsbuurt. De buurt was woedend en richtte in reactie daarop de Belangenvereniging Olofsbuurt-Westerkwartier op.
Jaarlijks wordt in het Westerkwartier het popfestival Westerpop gehouden.